# Belitz (Küsten)
Belitz (altslaw. bel = weiß) ist ein Ortsteil der Gemeinde Küsten in der Samtgemeinde Lüchow (Wendland) im niedersächsischen Landkreis Lüchow-Dannenberg.

## Beschreibung
Der Ort liegt 6 km nordwestlich von Lüchow südlich der Kreisstraße von Lübeln nach Metzingen in der Niederen Geest am Oberlauf des Lübelner Mühlenbaches. Belitz ist ein gut erhaltener Rundling mit zehn Hofparzellen. Die traditionellen Bauten sind nur noch teilweise erhalten. Ein verändertes Zweiständerhaus und drei Vierständerhäuser prägen das Ortsbild. Im Ort gibt es keinen landwirtschaftlichen Vollerwerbsbetrieb mehr, dafür aber ein Landhotel und seit 1975 ein Privatheim für Jugendliche.

## Geschichte
Der Ort wird im Lüneburger Lehnsregister von 1330 als Belitze aufgeführt. Im Rahmen der Gemeindegebietsreform wurde 1972 die bis dahin selbstständige Gemeinde Belitz zu einem Ortsteil von Küsten. Die Einwohnerzahl nahm in den letzten hundertfünfzig Jahren von über achtzig (1848) auf unter zwanzig Einwohnern ab. Wenn das Jugendheim voll belegt ist verdoppelt es die Bevölkerung des Dorfes.

### Einwohnerentwicklung
| Jahr      | 1848 | 1925 | 1933 | 1939 | 2014 |
| --------- | ---- | ---- | ---- | ---- | ---- |
| Einwohner | 84   | 59   | 54   | 46   | 18   |

Nachfolgend wird die Einwohnerentwicklung grafisch dargestellt.

## Religion
Belitz gehört zur Kirchengemeinde Plate.